# Macedonian Open 2023 - Doppio
Questa è la prima edizione di questo torneo.
In finale Petr Nouza e Andrew Paulson hanno sconfitto Sriram Balaji e Jeevan Nedunchezhiyan con il punteggio di 7–6(5), 6–3.

## Teste di serie
1. Sriram Balaji /  Jeevan Nedunchezhiyan (finale)
2. Victor Vlad Cornea /  Luis David Martínez (primo turno)

1. Sander Arends  /  Szymon Walków (quarti di finale)
2. Ivan Liutarevich /  Vladyslav Manafov (quarti di finale)

## Wildcard
1. Berk Bugarikj /  Kalin Ivanovski (quarti di finale)

1. Obrad Markovski /  Gorazd Srbljak (primo turno)

## Ranking protetto
1. Sanjar Fayziev /  Markos Kalovelonis (primo turno)

## Alternate
1. Bogdan Bobrov /  Evgenij Donskoj (primo turno)

## Tabellone

### Legenda
| - Q = Qualificato - WC = Wild card - LL = Lucky loser | - ALT = Alternate - SE = Special Exempt - PR = Protected Ranking | - w/o = Walkover - r = Ritirato - d = Squalificato |

|  | Primo turno | Primo turno                 | Primo turno                 | Primo turno | Primo turno |  |  | Quarti di finale | Quarti di finale          | Quarti di finale          | Quarti di finale   | Quarti di finale   |   |   | Semifinali | Semifinali                          | Semifinali                          | Semifinali                | Semifinali                |   |   | Finale | Finale | Finale | Finale | Finale |  |
|  |             |                             |                             |             |             |  |  |                  |                           |                           |                    |                    |   |   |            |                                     |                                     |                           |                           |   |   |        |        |        |        |        |  |
|  | 1           | S Balaji J Nedunchezhiyan   | 7                           | 5           | [10]        |  |  |                  |                           |                           |                    |                    |   |   |            |                                     |                                     |                           |                           |   |   |        |        |        |        |        |  |
|  |             | A Lawson M Pervolarakis     | 65                          | 7           | [8]         |  |  | 1                | S Balaji J Nedunchezhiyan | S Balaji J Nedunchezhiyan | 6                  | 6                  |   |   |            |                                     |                                     |                           |                           |   |   |        |        |        |        |        |  |
|  |             | L Margaroli R Ramanathan    | L Margaroli R Ramanathan    | 3           | 5           |  |  |                  | K Drzewiecki K Żuk        | K Drzewiecki K Żuk        | 3                  | 4                  |   |   |            |                                     |                                     |                           |                           |   |   |        |        |        |        |        |  |
|  |             | K Drzewiecki K Żuk          | K Drzewiecki K Żuk          | 6           | 7           |  |  |                  |                           |                           |                    |                    |   |   | 1          | S Balaji J Nedunchezhiyan           | S Balaji J Nedunchezhiyan           | 6                         | 6                         |   |   |        |        |        |        |        |  |
|  | 4           | I Liutarevich V Manafov     | 6                           | 63          | [10]        |  |  |                  |                           |                           | F Bergevi J Taylor | F Bergevi J Taylor | 3 | 4 |            |                                     |                                     |                           |                           |   |   |        |        |        |        |        |  |
|  | PR          | S Fayziev M Kalovelonis     | 2                           | 7           | [6]         |  |  | 4                | I Liutarevich V Manafov   | I Liutarevich V Manafov   | 4                  | 64                 |   |   |            |                                     |                                     |                           |                           |   |   |        |        |        |        |        |  |
|  | WC          | O Markovski G Srbljak       | O Markovski G Srbljak       | 1           | 2           |  |  |                  | F Bergevi J Taylor        | F Bergevi J Taylor        | 6                  | 7                  |   |   |            |                                     |                                     |                           |                           |   |   |        |        |        |        |        |  |
|  |             | F Bergevi J Taylor          | F Bergevi J Taylor          | 6           | 6           |  |  |                  |                           |                           |                    |                    |   |   | 1          | Sriram Balaji Jeevan Nedunchezhiyan | Sriram Balaji Jeevan Nedunchezhiyan | 65                        | 3                         |   |   |        |        |        |        |        |  |
|  |             | O Luz F Romboli             | O Luz F Romboli             | 6           | 79          |  |  |                  |                           |                           |                    |                    |   |   |            |                                     |                                     | Petr Nouza Andrew Paulson | Petr Nouza Andrew Paulson | 7 | 6 |        |        |        |        |        |  |
|  |             | A Chandrasekar VS Prashanth | A Chandrasekar VS Prashanth | 4           | 67          |  |  |                  | O Luz F Romboli           | O Luz F Romboli           | 6                  | 6                  |   |   |            |                                     |                                     |                           |                           |   |   |        |        |        |        |        |  |
|  | Alt         | B Bobrov E Donskoj          | 1                           | 710         | [4]         |  |  | 3                | S Arends S Walków         | S Arends S Walków         | 4                  | 4                  |   |   |            |                                     |                                     |                           |                           |   |   |        |        |        |        |        |  |
|  | 3           | S Arends S Walków           | 6                           | 68          | [10]        |  |  |                  |                           |                           |                    |                    |   |   |            | O Luz F Romboli                     | O Luz F Romboli                     | 4                         | 3                         |   |   |        |        |        |        |        |  |
|  |             | P Raja D Sharan             | 6                           | 1           | [7]         |  |  |                  |                           |                           | P Nouza A Paulson  | P Nouza A Paulson  | 6 | 6 |            |                                     |                                     |                           |                           |   |   |        |        |        |        |        |  |
|  | WC          | B Bugarikj K Ivanovski      | 4                           | 6           | [10]        |  |  | WC               | B Bugarikj K Ivanovski    | B Bugarikj K Ivanovski    | 65                 | 4                  |   |   |            |                                     |                                     |                           |                           |   |   |        |        |        |        |        |  |
|  |             | P Nouza A Paulson           | 6(1)                        | 6           | [13]        |  |  |                  | P Nouza A Paulson         | P Nouza A Paulson         | 7                  | 6                  |   |   |            |                                     |                                     |                           |                           |   |   |        |        |        |        |        |  |
|  | 2           | VV Cornea LD Martínez       | 7                           | 4           | [11]        |  |  |                  |                           |                           |                    |                    |   |   |            |                                     |                                     |                           |                           |   |   |        |        |        |        |        |  |